# Ледничко раме
Ледничко раме је терасаста зараван која се може јавити на странама валова. Настаје као резултат сезонског колебања нивоа леда у леднику. Може се пратити знатном дужином валова и, по правилу, са обе његове стране.
Ледничко раме настаје због тога што је ниво леда виши током зиме, и ледник се пење до веће висине у долини, где такође има и већу ширину. У току лета, ниво леда се смањује и ледник се повлачи на мању висину у долини. За собом оставља терасасту зараван, која представља границу вишег и нижег нивоа леда.
Током историје глациолози су износили различита мишљења о начину постанка глацијалних рамена. Пенк је сматрао да су она остаци дна преглацијалне долине у којој је усечен валов. Рамена могу представљати и прелом постао усецањем ледника у дно претходног валова. Она се пружају изнад горњих ивица валова и доста су нагнута, како низ валог тако и према њему. На њима се запажају углачане површине а понегде и мутониране стене. Због тога су неки аутори били мишљења да су рамена преглацијалне речне терасе, касније обрађене ерозијом ледника. Филипсон је постанак глацијалних рамена тумачио преливањем ледничке масе преко горњих ивица валова при нарастању дебљине ледника за време максималне глацијације. Ове масе еродирале су благо нагнуте стране преглацијалне долине и преобратиле их у глацијална рамена. Оне се, у овом случају, могу обележити и као ледничке терасе.